# Wormed
Wormed est un groupe espagnol de death metal, originaire de Madrid. En 2020, il est considéré par le magazine Loudwire comme le meilleur groupe de metal espagnol de l'histoire.

## Histoire

### Débuts
Le premier était d'abord composé de J. Oliver (guitare), Dani (guitare), Guillemoth (basse) Andy C. (batterie). Après quelques mois, le groupe contacte Phlegeton, qui sera le chanteur officiel de Wormed. Phlegeton apporte un vent de fraîcheur au groupe en transformant le concept gore classique en un concept basé sur les thèmes de l'espace, de la science, des mathématiques ou de la chimie. La musique devient un death metal atypique aux influences diverses.
En décembre 1999, le groupe enregistre sa première démo Floating Cadaver in the Monochrome, avec la collaboration de Tana (Avulsed) en tant qu'ingénieur du son. Cette œuvre a été très bien accueillie par la scène underground, se vendant à plus de 1 500 exemplaires dans le monde. En 2001, le groupe retourne en studio pour enregistrer le CD promotionnel Voxel Mitosis, qui ne comprend qu'une seule chanson. Le son est plus professionnel que le précédent. Après l'enregistrement du CD promotionnel, Dani quitte Wormed, par manque d'engagement envers le groupe. Cependant, le groupe est reconnu en jouant des concerts et des festivals en dehors de la ville, ce qui lui permet de se faire un nom sur la scène locale et internationale, et d'être très bien accueilli par le public.

### Premiers albums
En 2006, ils se réunissent à nouveau pour enregistrer leur album studio, Planisphærium, l'album qui prouvera leur qualité musicale dans le brutal death metal, ouvrant les portes à de nouvelles scènes et étant invités à de grands festivals en Europe, augmentant leur popularité dans la scène de ce continent. En 2007, J.Oliver quitte le groupe, et Wormed commence à lui chercher un remplaçant, jusqu'à ce que deux mois plus tard, ils trouvent Charly, guitariste de Wormineye, un groupe de death metal de Espagne. Charly participe à la tournée japonaise de 2005 (la première d'un groupe espagnol de ces caractéristiques), à la première tournée européenne et ils se produisent pour la première fois aux États-Unis dans le Maryland Deathfest.
Après une période d'inactivité, le groupe se remet à composer avec J.Oliver et cette fois avec Phlegeton à la batterie. Phlegeton à la batterie, en 2008 Charly quitte le groupe, et ils recrutent Migueloud guitariste de Human Mincer, enregistrant en 2010 le groupe sort le single Quasineutrality via le label espagnol Pathologically Explicit Recordings. En 2012, l'album Planisphærium et Quasineutrality sont publiés par le label américain Willowtip Records avec des pistes bonus et une remasterisation par le Delta314 Sound Studio.
Considérant la possibilité de commencer l'activité live, le groupe décide de recruter un nouveau batteur, Ricardo Mena, Riky du groupe espagnol de death metal, Avulsed. En mai 2013 sort leur deuxième album Exodromos. Le nouvel album a été enregistré aux Sadman Studios à Madrid par Carlos Santos, et masterisé par Mika Jussila (Amorphis, Impaled Nazarene, Children of Bodom, Nightwish...) aux studios Finnvox à Helsinki, en Finlande. Exodromos est publié par Willowtip Records aux États-Unis et Hammerheart Records en Europe.
Le concept de Exodromos est une préquelle de Planisphaerium. L'histoire parle de concepts scientifiques futuristes et de visions chaotiques du dernier être conscient du cosmos, Krighsu. En particulier, il est question de l'éveil du « Chrym » une fois que les derniers humains de l'année 8K, appelés les Terrax, auront disparu et que l'univers connu aura été aspiré dans un trou de ver quantique dans le cadre d'une réionisation inversée à vecteurs multiples. Krighsu, voyagera à travers les xenoverses pour fonder un nouveau monde avec la graine humaine.

### Krighsu
En mars 2016, ils sortent leur troisième album intitulé Krighsu. En mars 2018, la nouvelle tragique de la mort du batteur Guillermo Calero est rendue publique. Surmontant cette tragédie, ils sortent en 2019 un nouvel EP avec leur nouveau batteur V-Kazar, Metaportal, qui reçoit de bonnes critiques de la part de la presse spécialisée nationale et internationale,.
En 2020, le groupe est considéré par le magazine Loudwire comme le meilleur groupe de metal espagnol de l'histoire. En 2022, Daniel « D-Kazar » Valcazar rejoint le groupe en tant que guitariste.

## Membres

### Membres actuels
- J.L. « Phlegeton » Rey - chant
- Miguel Ángel « Migueloud » - guitare
- Guillermo « Guillemoth » García - guitare basse
- Gabriel « V-Kazar » Valcazar - batterie
- Daniel « D-Kazar » Valcazar - guitare

### Anciens membres
- Riky - batterie
- Andy C. - batterie
- Charly - guitare
- Dani - guitare
- J. Oliver - guitare
- G-Calero - batterie (décédé le 9 mars 2010)

## Discographie

### Albums studio
- 2003 : Planisphærium
- 2013 : Exodromos
- 2016 : Krighsu

### Démos, EP et splits
- 1999 : Floating Cadaver in the Monochrome
- 2001 : Voxel Mitosis
- 2004 : Get Drunk or Die Trying: Premature Burial Tour Vol. 1 (split avec Goratory et Vomit Remnants)
- 2019 : Metaportal